# عز استیل
عز استیل (عربی: العز الدخيلة للصلب - الاسكندرية) شرکت فولاد مصری است، که در سال ۱۹۹۷ توسط احمد عبدالعزیز عز تأسیس شد.